# الاتحاد الوطني (مدغشقر)
تحالف الاتحاد الوطني (Firaisankinam-Pirenena) كان تحالفاً للأحزاب السياسية في مدغشقر وشارك التحالف في  الانتخابات التشريعية جرت في 15 كانون الأول (ديسمبر) 2002، وحصل على 8.8٪ من الأصوات الشعبية و 22 من أصل 160 مقعدًا. كان لدى الاتحاد الوطني أحد أعلى معدلات التمثيل الفردي في إفريقيا جنوب الصحراء.